# Trelleborgs centralstation
Trelleborgs centralstation, Trelleborg C eller lokalt kallat "Centralen" är navet för kollektivtrafik i Trelleborg. Järnvägsstationen är en av ytterst få i Sverige där tågen angör under tak i en banhall. Regionala bussar och stadsbussar stannar vid den intilliggande busstationen.

## Historia
Stationen öppnades som Trelleborgs Nedre den 26 juli 1875 och fick sitt nuvarande stationshus den 30 april 1897 i samband med öppnandet av Malmö–Kontinentens Järnväg.
Stationshuset ritades av arkitektfirman Lindvall & Boklund i Malmö och byggdes av byggmästare G. Åström från Halmstad. Fasaderna är uppförda i tegel, och byggnaden är i stilriktningen nygotik.
Persontrafiken till stationen lades ned på 1970-talet, men under 2000-talet fattades beslut om att återuppta denna och stationen med dess banhall restaurerades. Stationen trafikeras återigen sedan den 13 december 2015 av Pågatågen.
Sedan 2022 finns inredningen från ångfartyget S/S Drottning Victoria, en tåg- och passagerarfärja från 1909, uppbyggd i en lokal kallad Victoriasalongen i anslutning till vänthallen.

## Ägare
2017 beslutade Trelleborgs kommun att det av kommunen helägda bolaget Trelleborgs Hamn AB skulle fokusera på sin kärnverksamhet, och därmed avyttra vissa fastigheter. En av dessa var Centralen. I april 2018 blev affären klar och stationen köptes av Alsingevallen AB.

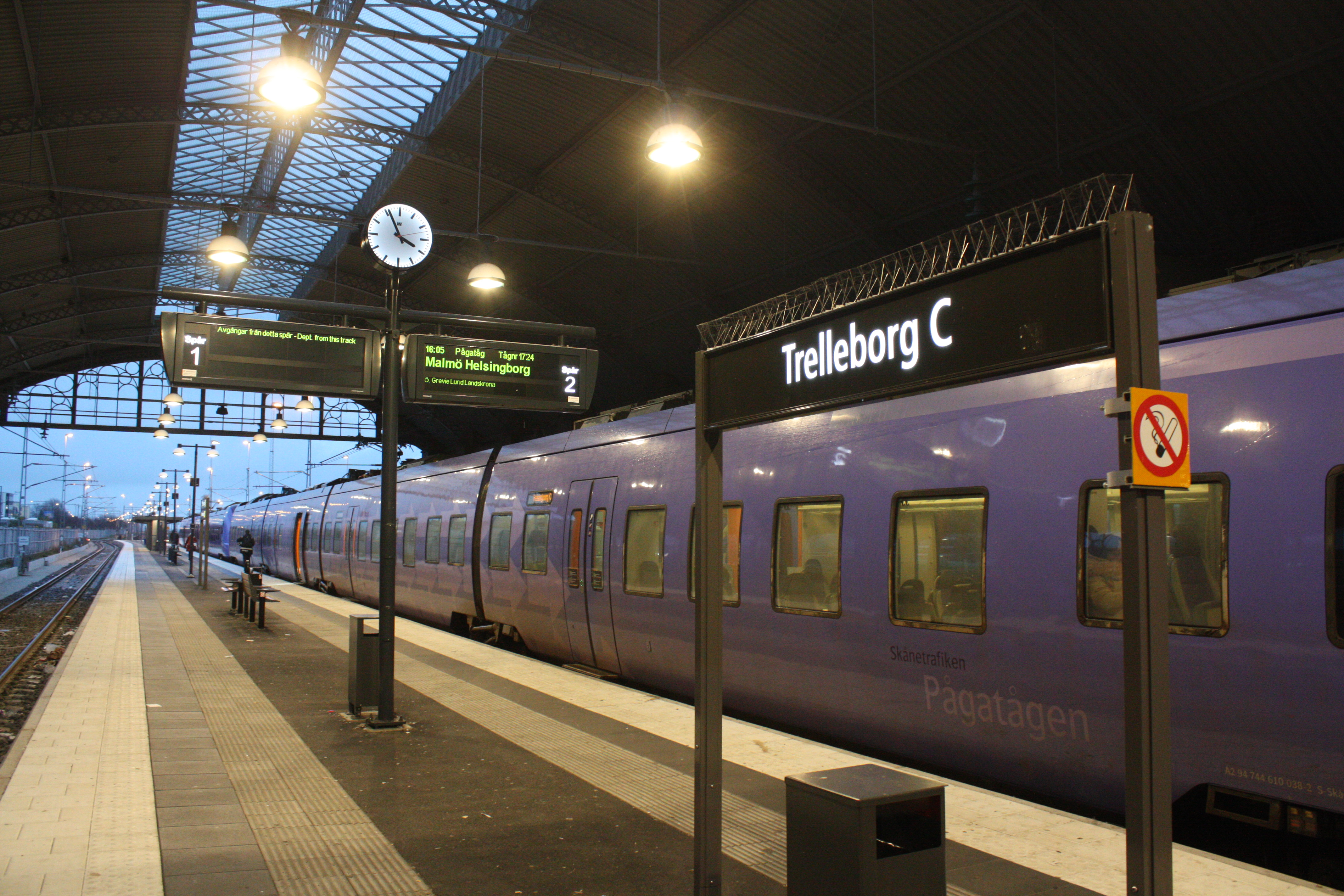
Banhallen
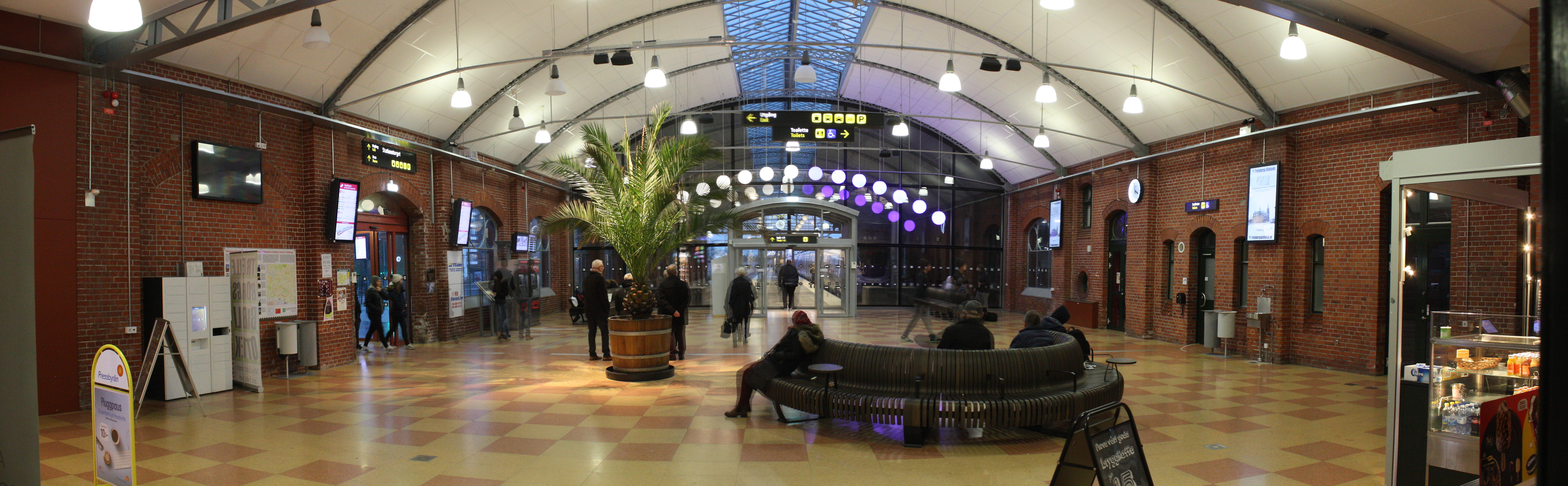
Centralstationens hall
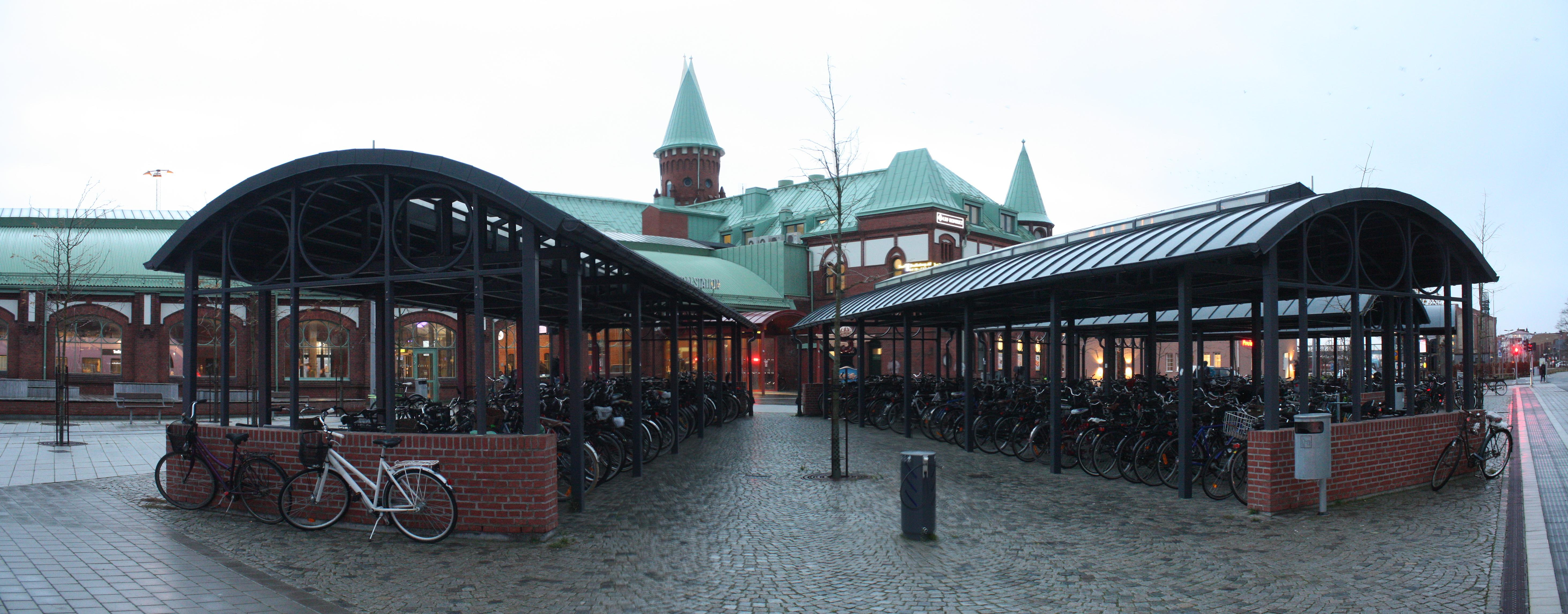
Cykelställ